# Harry the Husky

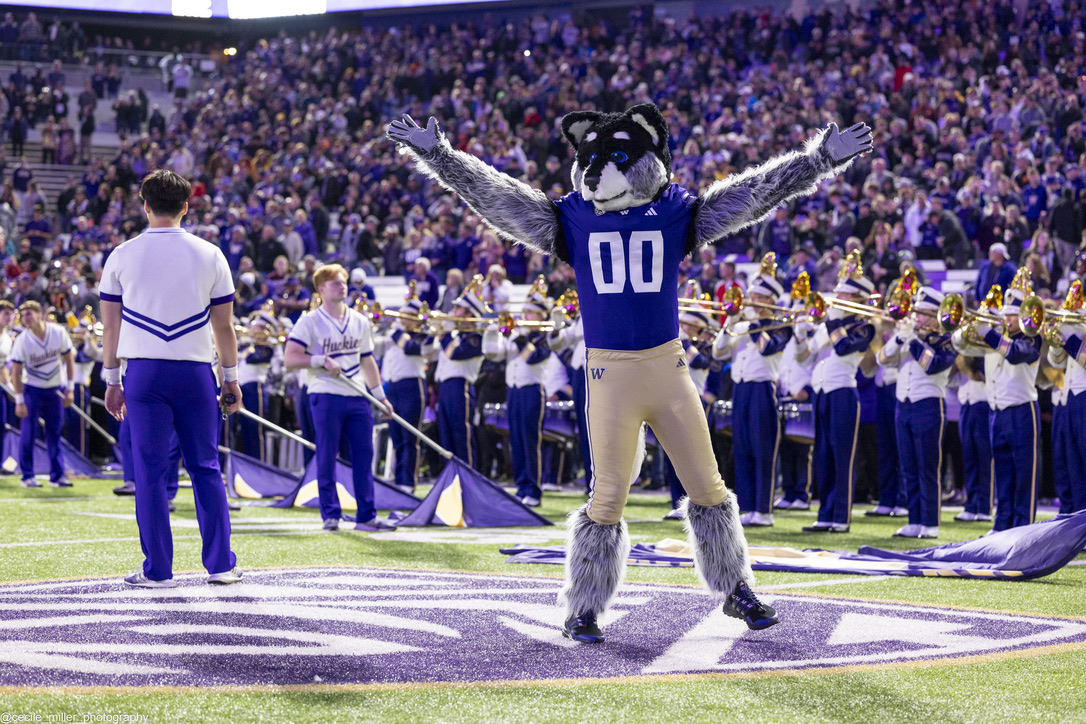
Az új kabala

Harry the Husky a Washingtoni Egyetem seattle-i kampuszának huskyalakot öltő kabalája (a tacomai campuson Hendrix tölti be ezt a szerepet).

## Története
Az első kabala az 1921-ben bemutatott 91 cm magas aranyfestésű szobor, Sunny Boy volt, amely rendszeresen szerepelt az egyetemi viccmagazinban. 1924-ben az alkotás elveszett; az egyetemi sportegyesület ekkor vette fel a „Huskies” becenevet.
1922-től kezdődően a kabala szerepét szánhúzó élőállatok töltik be: először szibériai huskykat, később pedig azonos felmenőktől származó alaszkai malamutokat neveztek ki. Az állatokat kezdetben a Sigma Alpha Epsilon fiúszövetség gondozta. A Washington Huskies az egyetlen NCAA-beli egyesület, amelynek jelmezes és élő kabalája eltér egymástól.
A jelmezes kabalát 1995-ben vezették be, amikor az atlétikai igazgatóság a szerep betöltésére három hallgatót (Lee Harris, Evelyn Ho és Chris MacDonald) választott ki.
A jelmezes kabalát 2010-ben áttervezték; az új változatot október 9-én mutatták be.

## Fordítás
- Ez a szócikk részben vagy egészben  a   Harry the Husky című angol Wikipédia-szócikk ezen változatának fordításán alapul.  Az eredeti cikk szerkesztőit annak laptörténete sorolja fel. Ez a jelzés csupán a megfogalmazás eredetét és a szerzői jogokat jelzi, nem szolgál a cikkben szereplő információk forrásmegjelöléseként.